# Wibroterapia
Wibroterapia (ang. Vibrotherapy) – forma terapii leczniczej i profilaktycznej, wykorzystująca bodziec mechaniczny wytwarzający wibracje. Parametry wibroterapii określa się w częstotliwości wyrażonej w Hz (najczęściej od 0,5 Hz do 100 Hz), amplitudzie wyrażonej w milimetrach (od 0,01 do 5 mm) lub przyspieszeniu wyrażonym w m/s² (od 0,01 do 10 m/s²). Wibroterapia może obejmować fragment ciała lub cale ciało pacjenta (WBV). Zabiegi wibroterapii mogą być wykonywane w pozycji siedzącej, stojącej, horyzontalnej lub półhoryzontalnej. Wykorzystany w wibroterapii bodziec mechanicznych może mieć charakter cykloidalny (w trzech osiach x,y,z: wibroterapii oscylacyjno-cykloidalna) lub liniowy (w jednej z osi pionowo lub horyzontalnie względem pacjenta). Wymagania medyczne dotyczące wibroterapii określa norma PN-ISO 5805 „Drgania i wstrząsy mechaniczne Ekspozycja człowieka Terminologia”, która są klasyfikowane jako drgania użytkowe – mechaniczne przekazywane do ciała w celach terapeutycznych, rekreacyjnych lub dla przyjemności. Wibroterapia jest jedną z form fizykoterapii oddziaływującą na organizm bodźcami fizycznymi.

## Działanie wibroterapii

### Wpływ wibroterapii na leczenie bólu
Stosowanie wibroterapii może zmniejszyć odczuwanie bólu mięśniowo szkieletowego, chronicznego i neuropatycznego. Najlepsze efekty uzyskuje się, kiedy wibroterapia stosowana jest w miejscu występowania bólu lub jego najbliższej lokalizacji. Wibroterapia stymuluje zarówno powierzchniowe, jak i głęboko zlokalizowane receptory, oddziałując na włókna nerwowe dużej średnicy, tym samym ograniczając transmisję aktywności włókien o mniejszej średnicy, zamykając bramkę w rdzeniu kręgowym.

### Wpływ wibroterapii na układ krążenia
Wibroterapia może przyczynić się do wazodylatacji (rozszerzenia naczyń krwionośnych). Dzieje się tak dzięki produkcji tlenku azotu, który wytwarzany jest przez śródbłonek tętniczy w odpowiedzi na wibrację. Zwiększony przepływ krwi wywołuje efekt termiczny, który może zostać wzmocniony przez ciepło wytworzone na skutek drgania włókien mięśniowych oraz rozszerzenie naczyń krwionośnych powierzchownych i głębokich. Wibracja stymulując mięśnie szkieletowe wspomaga równocześnie drenaż układu naczyniowego i limfatycznego. Po przyłożeniu wibracji do skóry obserwuje się wzrost mikrokrążenia oraz przepływu płynów w tkankach. Zapalenie tkanki łącznej często skutkuje lokalnym upośledzeniem odporności w obrębie zainfekowanej tkanki. Terapia wibracji cykloidalnej stymuluje mikrokrążenie w zainfekowanym miejscu, wzmacniając potencjalne podanie antybiotyków do tkanek i jednoczesne zredukowanie towarzyszącego obrzęku.

### Wpływ wibroterapii na układ oddechowy
Wibracje mechaniczne o wysokiej częstotliwości (zwykle w zakresie od 7 do 15 Hz) aplikowane w okolicach klatki piersiowej, powodując oscylacje jej ścian, mogą ułatwiać przepływ śluzu w kierunku środkowych dróg oddechowych, przez co ułatwiają odkrztuszanie plwociny i mogą być stosowane w celu zminimalizowania zatrzymania wydzieliny płucnej i maksymalizacji natlenienia. Wykazano, że mogą zmniejszyć duszność i poprawić czynność płuc.

## Korzyści zdrowotne zabiegów wibroterapii
- Poprawa krążenie krwi i limfy poprzez zwiększenie drożności oraz elastyczności żył i tętnic[8][9][10];
- Działanie przeciwzakrzepowe[11][12];
- Rozluźnienie napięcia w mięśniach i zwalczanie bolesnych skurczy[13][14];
- Wprowadzenie pacjenta w stan głębokiego relaksu dzięki rozluźnianiu wielu mięśni[15][16];
- Działanie przeciwbólowe, dzięki bezpośredniemu oddziaływaniu wibracji na układ nerwowy – mechanizm ten wyjaśnia Bramkowa Teoria Bólu[17][18][19].